# Franz Xaver Schwarz (Politiker)

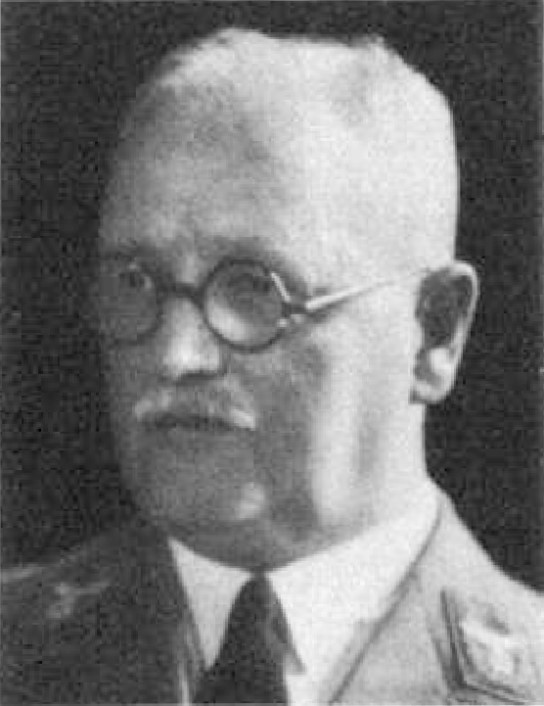
Franz Xaver Schwarz

Franz Xaver Schwarz (* 27. November 1875 in Günzburg; † 2. Dezember 1947 im Internierungslager bei Regensburg) war ein deutscher Politiker der NSDAP. Schwarz war als „Reichsschatzmeister der NSDAP“ (Reichsleiter) und SS-Oberst-Gruppenführer einer der wichtigsten Funktionäre der Partei.

## Leben

### Frühes Leben
Nach Abschluss der Schule in Günzburg schlug Schwarz die mittlere Beamtenlaufbahn ein. Von 1895 bis 1899 leistete er Wehrdienst. Eingetreten als zweijährig-Freiwilliger beim Infanterie-Leibregiment in München, war er ab 1896 Schreiber bei der Kommandantur München und schied als Sergeant aus. Von 1900 bis 1925 war er bei der Stadtverwaltung München beschäftigt, zuletzt als Verwaltungsoberamtmann. Während des Ersten Weltkrieges hatte Schwarz ab 1914 erneut bei der Bayerischen Armee gedient und war 1918 als Leutnant der Landwehr entlassen worden.

### Laufbahn in der NSDAP

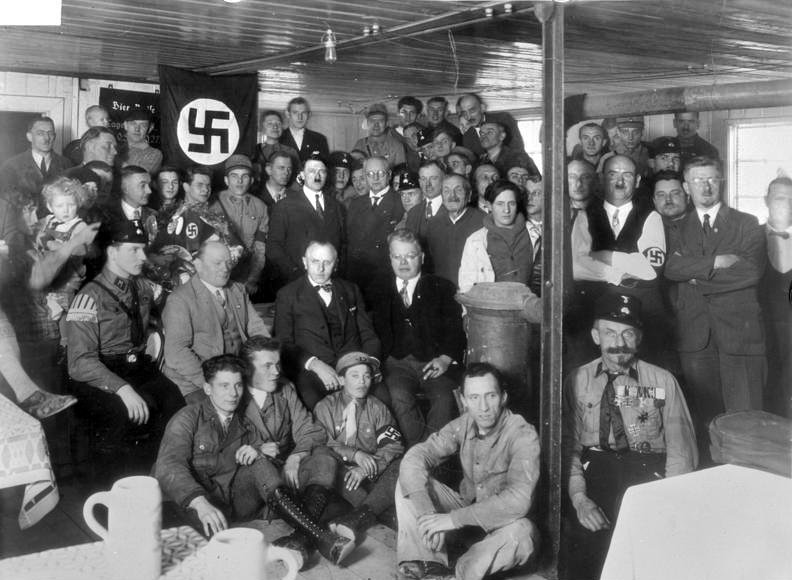
Franz Xaver Schwarz rechts neben Adolf Hitler (Dezember 1930)

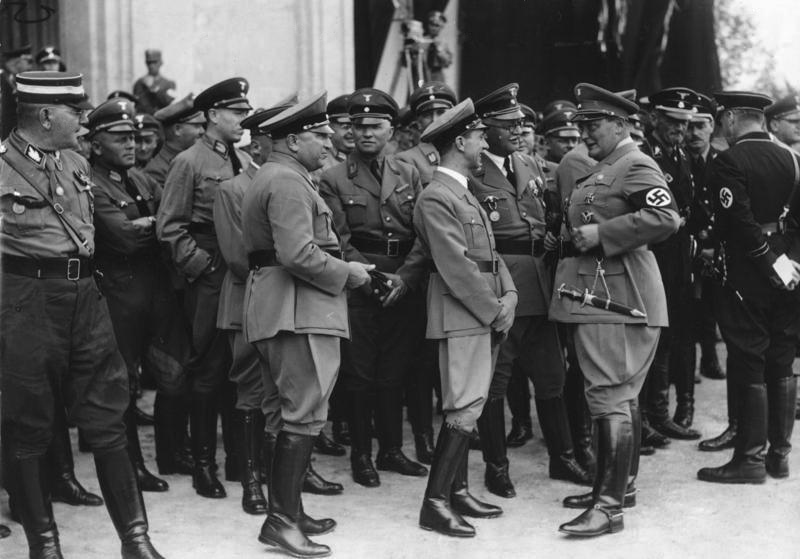
Schwarz zwischen Goebbels und Göring, Reichsparteitag Nürnberg 1936

Nach dem Krieg begann Schwarz sich in Kreisen der extremen politischen Rechten zu betätigen: Eigenen Angaben zufolge will er bereits im Februar 1918 zu der Auffassung gelangt sein, dass der Erste Weltkrieg mit einer Niederlage des Deutschen Reiches enden würde, was er an der damals merkbar abnehmenden Disziplin festgemacht haben will. Hieraus habe er den Schluss gezogen, dass sich eine vaterländische Gesinnung in Deutschland nur durch eine Verschmelzung von Nationalismus und Sozialismus bewahren lassen würde: Sein politisches Engagement begann 1919 mit dem Eintritt in den Deutschvölkischen Schutz- und Trutzbund und der Betätigung in der Münchener Einwohnerwehr, die er aufgrund ihrer geringen Effizienz allerdings nur gering achtete.
1922 traf Schwarz erstmals mit Adolf Hitler zusammen, in dem er sogleich den „Mann des Schicksals“ erkannt haben will. Er trat im selben Jahr erstmals der NSDAP bei. Nach dem Verbot der NSDAP war Schwarz seit Sommer 1924 Erster Kassierer für die von Hermann Kriebel geführte Großdeutsche Volksgemeinschaft.
Gleichzeitig mit ihrer Neugründung am 27. Februar 1925 trat Schwarz der NSDAP (Mitgliedsnummer 6) erneut bei. Am 21. März 1925 übertrug Hitler ihm das Amt des „Reichsschatzmeisters“, d. h., er wurde zum obersten Verwalter der Parteifinanzen und des Mitgliedschaftswesens der Partei ernannt. Diese hauptberufliche Tätigkeit, die zuvor von Max Amann wahrgenommen worden war, übte er knapp 20 Jahre lang, trotz seines fortgeschrittenen Alters unangefochten, bis zum Ende der NS-Herrschaft im Mai 1945 aus.
Mit der Münchener Kommunalwahl vom Dezember 1929 erhielt Schwarz ein Mandat für die NSDAP im Münchener Stadtrat, das er bis Oktober 1934 wahrnahm.
1931 übertrug Hitler Schwarz offiziell die volle Kontrolle über alle Angelegenheiten, die mit den Finanzen und dem Besitz der NSDAP in Zusammenhang standen. 1932 gründete Schwarz zusammen mit Paul Schulz eine geheime Femeleitung (geheimes Parteitribunal) der Partei.
Seit den frühen 1930er Jahren erhielt Schwarz zudem zahlreiche Ehrenränge in der Partei: Zum 18. Dezember 1931 wurde er SA-Gruppenführer, zum 9. November 1933 folgte die Beförderung zum SA-Obergruppenführer, wobei er formal dem Stab der Obersten SA-Führers zugeteilt wurde. In der SS, in der er nach eigenen Angaben zeitweise die Mitgliedsnummer 2 geführt hatte, wurde er – nach ihrem zeitweisen Verbot – offiziell 1932 Mitglied, wobei er zum 13. Juni 1932 direkt den Rang eines SS-Gruppenführers erhielt (offizielle SS-Nr. 38.500). Zum 1. Juli 1933 erhielt er den Rang eines SS-Obergruppenführers, des zu diesem Zeitpunkt höchsten Dienstranges in der SS. Des Weiteren war Schwarz Verwaltungsratsmitglied des Deutschen Jagdmuseums und vom 3. Oktober 1933 bis 1944 ordentliches Mitglied der Akademie für Deutsches Recht in München sowie Vorsitzender der Hauptvereinigung der Deutschen Bauwirtschaft und Mitglied des Aufsichtsrates der Getreide-Kredit-Bank-Giro-Zentrale.
Bei der Reichstagswahl März 1933 wurde er in den Reichstag gewählt. 1935 erhielt er in der Partei den Rang eines Reichsleiters, während er am 20. April 1942 von Hitler ehrenhalber zum SS-Oberst-Gruppenführer der Allgemeinen SS ernannt wurde.
Als Reichsschatzmeister der NSDAP war seine Aufgabe die „Leitung und Kontrolle der Finanzen der ganzen Bewegung“ (zeitgenössische Ausdrucksweise) sowie die Vergabe von Uniformen etc. Untergeordnete Abteilungen und Ämter waren das Revisions- und Haushaltsamt, die Reichszeugmeisterei und die Hilfskasse sowie diverse Abteilungen für Personalangelegenheiten sowie das Parteizentralarchiv.
Der Reichsschatzmeister der NSDAP  spielte bei der „Arisierung“ jüdischen Eigentums und insbesondere bei der nachträglichen Legalisierung der umfangreichen Konfiskationen, die einzelne NS-Organisationen vornahmen, eine führende Rolle.
In den letzten Wochen des Krieges übernahm er das Kommando eines Volkssturm-Bataillons in Grünwald bei München.

### Nachkriegszeit

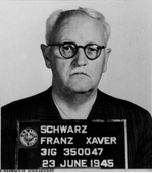
Schwarz in amerikanischer Internierung. Aufnahme vom 23. Juni 1945.

Kurz nach dem Ende des Zweiten Weltkriegs geriet Schwarz am 17. Mai 1945 in Augsburg in amerikanische Gefangenschaft. Zunächst wurde er bis August 1945, zusammen mit anderen NS-Größen, von den Alliierten im Camp Ashcan bei Bad Mondorf (Luxemburg) festgehalten. Anschließend wurde er in ein Internierungslager bei Regensburg gebracht, wo ihn die Alliierten langen und intensiven Verhören unterzogen. Dabei ging es unter anderem um den Verbleib der Parteikassen und der dazugehörigen Buchhaltung. Das Amt Reichsschatzmeister der NSDAP wurde durch das Kontrollratsgesetz Nr. 2 zur „Auflösung und Liquidierung der Naziorganisationen“ vom 10. Oktober 1945 aufgelöst und das Vermögen beschlagnahmt.
Schwarz starb im Dezember 1947 als Gefangener im Lager Regensburg. Sein zu dieser Zeit in Vorbereitung befindliches Spruchkammerverfahren wurde daraufhin postum gegen seinen Nachlass durchgeführt: Durch Urteil der Spruchkammer München-Land vom 23. September 1948 wurde Schwarz als „Hauptschuldiger“ eingestuft und sein gesamtes Vermögen mit Ausnahme von 3.000 RM, die man seiner Witwe beließ, eingezogen.

## Ehe und Familie
Schwarz war seit 1899 mit Bertha Breher verheiratet. Aus der Ehe ging der Sohn Franz (1899–1960) hervor, der SS-Brigadeführer wurde. Der Präsident des Reichsaufsichtsamts für Privatversicherung Georg Amend war sein Schwiegersohn.

## Ehrungen
- SS-Oberst-Gruppenführer ehrenhalber
- Goldenes Parteiabzeichen der NSDAP
- Danziger Kreuz
- Träger des Ehrendegens Reichsführer SS

Die ihm von der Stadt Augsburg am 26. August 1939 verliehene Ehrenbürgerschaft wurde ihm im August 1946 wieder aberkannt.

## Schriften
- „Aufbau und Ausgestaltung der Verwaltung der NSDAP“, in: Nationalsozialistisches Jahrbuch 1936, S. 242–245.
- „Führung und Verwaltung in der nationalsozialistischen Deutschen Arbeiterpartei“, in: Nationalsozialistisches Jahrbuch 1937, S. 257–260.